# Eri Miyajima
Eri Miyajima (宮島 依里, Miyajima Eri), neé le 3 février 1974 à Tokyo au Japon, est une seiyū japonaise. Elle exprime Guren dans Naruto Shippuden et Kana dans Ailes Grises.

## Filmographie

### Anime
1999
- The Big O

2002
- Ailes Grises : Kana

2003
- Kaleido Star : Alice

2005
- Mushishi : Mio

2007
- Naruto Shippuden : Guren
- Kaze no Stigma : Mayumi Tsuwabuki

2010
- Durarara!! : Yōko
- Highschool of the Dead : Journaliste
- Yu-Gi-Oh! Zexal : Mirai Tsukumo

### Doublage
- Jessica Alba
  - Les Quatre Fantastiques (Susan Storm)[1]
  - Les Quatre Fantastiques et le Surfer d'argent (Susan Storm)[2]
  - Spy Kids 4 : Tout le temps du monde (Marissa Wilson)[3]
  - Teach Me Love (Kate)[4]
  - The Veil (Maggie Price)[5]
- 28 Jours plus tard (Hannah (Megan Burns))
- 28 Semaines plus tard (Major Scarlet Levy (Rose Byrne))
- 500 jours ensemble (Summer Finn (Zooey Deschanel))
- Absentia (Alice Durand (Cara Theobold))
- American Girls 3 (Britney Allen (Hayden Panettiere))
- Army of the Dead (Maria Cruz (Ana de la Reguera))
- Army of Thieves (Maria Cruz (Ana de la Reguera))
- Bangkok Dangerous (Aom (Panward Hemmanee))
- Barry Seal: American Traffic (Lucy Seal (Sarah Wright))
- Casper (Kathleen Harvey (Christina Ricci))
- Chère Martha (Lea (Katja Studt))
- Chicago Med (Natalie Manning (Torrey DeVitto))
- Dangerous People (Anna Wright (Kate Hudson))
- Delgo (Princesse Kyla)
- Des étoiles plein les yeux (Samantha MacKenzie (Katie Holmes))
- Designated Survivor (Alex Kirkman (Natascha McElhone))
- Du plomb dans la tête (Lisa Bonomo (Sarah Shahi))
- Elysium (Frey Santiago (Alice Braga))
- Fringe (Olivia Dunham (Anna Torv))
- Gentlemen Broncos (Tabatha Jenkins (Halley Feiffer))
- Hello Kitty's Furry Tale Theater (Tuxedo Sam)
- Houdini, l'illusionniste (Bess Houdini (Kristen Connolly))
- I See You (Jackie Harper (Helen Hunt))
- Infestation (Sara (Brooke Nevin))
- Kung Fu Yoga (Ashmita (Disha Patani))
- Krypto et les Super-Animaux (Wonder Woman)
- La Malédiction de la dame blanche (Anna Tate-Garcia (Linda Cardellini))
- Les Énigmes de l'Atlantide (Audrey)
- Les Gardiens de la Galaxie (Meredith Quill (Laura Haddock))
- Les Gardiens de la Galaxie Vol. 2 (Meredith Quill (Laura Haddock))
- Lost Girl (Bo Dennis (Anna Silk))
- Max la Menace : Bruce et Lloyd se déchaînent (Isabella (Marika Dominczyk))
- Mr. Mercedes (Deborah Hartsfield (Kelly Lynch))
- Miss March Cindi Whitehall (Raquel Alessi))
- Paranormal Activity 3 (Julie (Lauren Bittner))
- Peninsula (Min-jung (Lee Jung-hyun))
- Poséidon (Jennifer Ramsey (Emmy Rossum))
- Prisonniers du temps (Kate Ericson (Frances O'Connor))
- Quand tombe la nuit (Chloe (Alice Eve))
- School of Rock (Lawrence (Robert Tsai))
- Shazam! (Eugene Choi (Ian Chen))
- Shutter Island (Dolores Chanal (Michelle Williams))
- Source Code (Christina Warren (Michelle Monaghan))
- Sunshine (Cassie (Rose Byrne))
- The 1st Shop of Coffee Prince (Han Yoo-joo (Chae Jung-an))
- The Invisible (Annelie Newton (Margarita Levieva))
- The Search (Carole (Bérénice Bejo))
- Tout... sauf en famille (Kate (Reese Witherspoon))
- X-Men: Dark Phoenix (Elaine Grey (Hannah Anderson))
- Walk the Line (June Carter Cash (Reese Witherspoon))
- Wild (Cheryl Strayed (Reese Witherspoon))